# −4 (tal)
−4 (minus fyra) är det negativa heltal som följer −5 och följs av −3.

## Inom matematiken
Talet −4 definieras som den additiva inversen till 4, det vill säga det tal vars summa med 4 är lika med 0.